# Заим Имамовић
Заим Имамовић (Варцар Вакуф, 26. август 1920 — Сарајево, 2. фебруар 1994) био је један од највећих извођача севдалинке.

## Биографија
Рођен је 26. августа 1920. године у Варцар Вакуфу (данашњем Мркоњић Граду). Годину дана по рођењу, са родитељима се преселио у Травник гдје су се настанили на периферији града званој „Бојна“. Ту је живио петнаестак година, док се 1936. године није преселио у Сарајево, гдје је провео већи дио свог живота. У Сарајеву је учио текстилни занат и повремено је свирао на дворедној хармоници, коју му је купио отац.
Његов брат Хаџе и сестра Ђула су у то вријеме били чланови МКУД „Гајрет“. Једне вечери су повели и Заима на пробу и хоровођа Цвјетко Рихтман је пристао да чује Заима како пјева и одмах га примио у културно-умјетничко друштво. Текстилни занат је напустио у јесен 1939. године. Поред пјевања у хору, наступао је и на забавама друштва пјевајући и свирајући хармонику. Каријеру је почео 10. априла 1945, када је кренуо са радом Радио Сарајево. Тада су многе емисије ишле уживо, јер се оскудјевало у техници и опреми. Имамовић се представио са три пјесме: „Гледај ме драга“, „Мујо кује коња по мјесецу“ и „Коња водим, пјешке ходим“.
Неке од његових најпопуларнијих севдалинки су: „Хај, Мошчанице водо племенита“, „Од како сам севдах свез'о“, „Окрени се низ ђул-башчу“, „Хај, садих алму на сред Атмејдана“, „Ја загризох шаренику јабуку“, „Ђул Фатима по ђул-башчи шеће“, „Хај, бејтуране, аман, Бог т’ убио гране“, „Снијег паде друми западоше“, „Кад пухнуше сабах-зорски вјетрови“ и друге.
Гостовао је у Паризу, Бечу и на Блиском истоку, а учествовао је и на међународном фестивалу народне музике у мароканском граду Маракешу као представник југословенске радио-дифузије.
Скупштина града Сарајева је 6. априла 1979. наградила Заима Имамовића Шестоаприлском наградом „за његове старе изворне босанске народне пјесме и оригиналне интерпретације“. Мухамед Ждраловић је 1997. написао књигу „Слово о Заиму“
Иза њега су остали кћерка Јасминка и син Неџад. Умро је у Сарајеву 2. фебруара 1994. године.
Његов унук Дамир Имамовић наставља породичну традицију и један је од најзначајнијих савремених севдалија.

## Фестивали
- 1964. Илиџа - Покрај Јајца тече вода Плива, награда стручног жирија
- 1965. Илиџа - Не чекај ме нити сањај
- 1966. Илиџа - Ој, Илиџо / Крај пенџера Јусуф стари
- 1967. Илиџа - Аземина (алтернација са Зекеријахом Ђезићем), прва награда стручног жирија и награда за текст од стране жирија редакције Ослобођења (поделио прву награду фестивала са Недељком Билкићем)
- 1967. Илиџа - Зашто ме не волиш (алтернација са Василијом Радојчић), друга награда стручног жирија
- 1967. Београдски сабор - Да сам зора
- 1968. Београдски сабор - Нема те нема
- 1971. Илиџа - Некад си под сунцем
- 1972. Илиџа - Без мира и сна, друга награда публике, награда за текст и награда за интерпретацију
- 1973. Илиџа - Кад акшам дође